# Место Александрово
Место Александрово — село в Усть-Кубинском районе Вологодской области.
Входит в состав Высоковского сельского поселения (с 1 января 2006 года по 9 апреля 2009 года входило в Митенское сельское поселение), с точки зрения административно-территориального деления — в Митенский сельсовет.
Расстояние до районного центра Устья по автодороге — 17 км.
По переписи 2002 года население — 29 человек (15 мужчин, 14 женщин). Всё население — русские.